# تازة كند أنغوت
تازة كند أنغوت (بالفارسية: تازه‌کند انگوت) هي منطقة سكنية تقع في إيران في ناحية أنغوت. يقدر عدد سكانها بـ 1,556 نسمة .